# Repubblicanesimo in Australia
Il repubblicanesimo in Australia è un movimento politico che ha come obiettivo quello di trasformare la forma di governo dell'Australia da una monarchia parlamentare a una repubblica.
L'Australia è un Reame del Commonwealth, ossia il capo dello Stato è il monarca del Regno Unito (attualmente Carlo III). I repubblicani sostengono la creazione in Australia di una repubblica parlamentare, dove la carica di capo di Stato verrebbe assunta da un cittadino australiano non appartenente alla nobiltà.

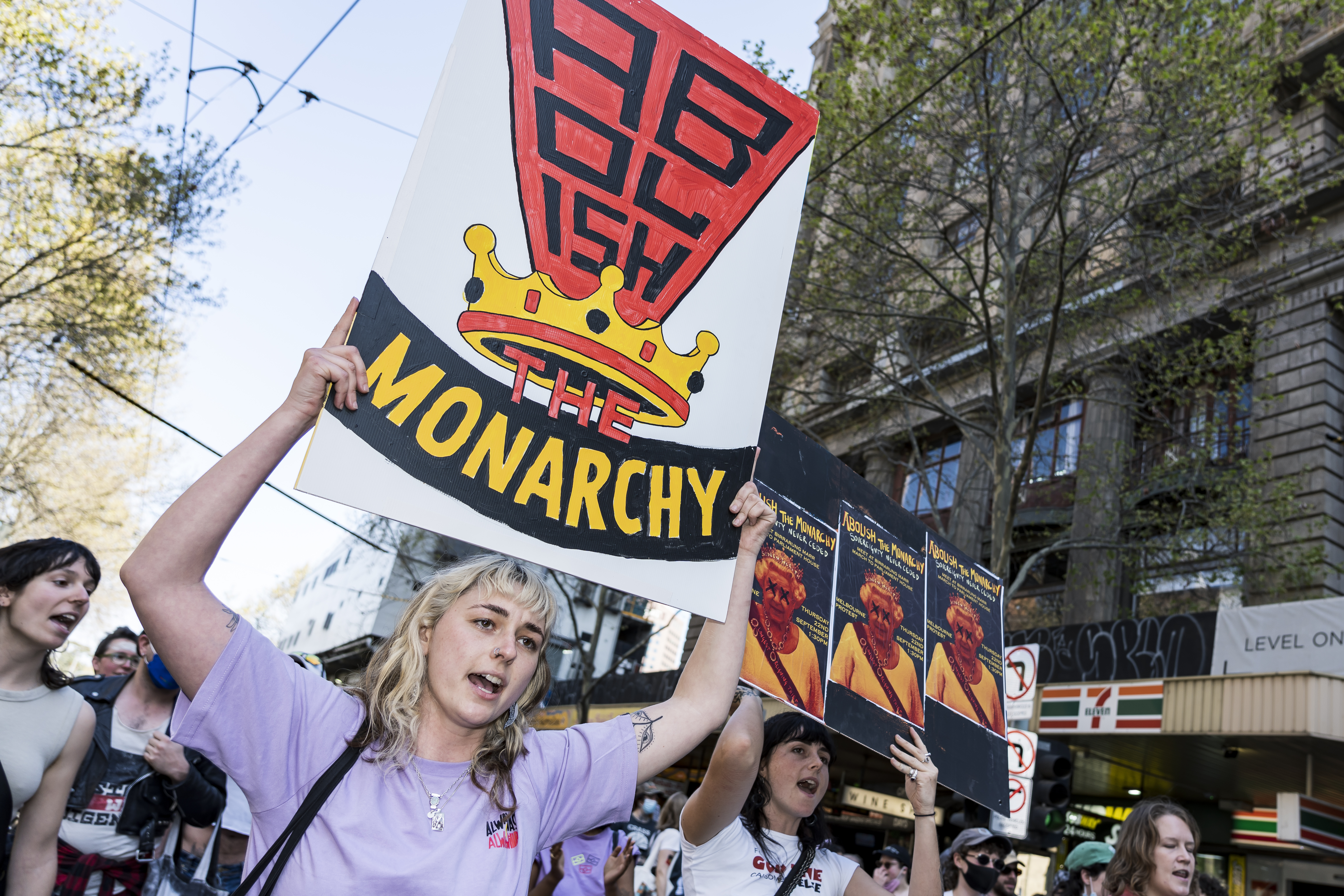
Manifestazione contro la monarchia a Melbourne nel 2022

## Storia
Gli ideali repubblicani cominciarono ad essere abbracciati da prima della fondazione della Federazione dell'Australia nel 1901; dopo un periodo di declino, il movimento divenne nuovamente importante alla fine del XX secolo, dopo che successivi cambiamenti legali e socio-culturali allentarono i legami dell'Australia con il Regno Unito.
Nel 1956 venne proposta, dalla Lega Socialista Repubblicana, la futura adozione di una bandiera repubblicana australiana senza l'Union Jack.

La proposta di bandiera repubblicana del 1956

Il repubblicanesimo è ufficialmente sostenuto dal Partito Laburista dal 1991, quando il primo ministro Bob Hawke definì una repubblica "inevitabile", dai Verdi e da alcuni membri del Partito Liberale all'interno del Parlamento australiano.
È inoltre supportato dall'Alleanza Socialista (Socialist Alliance), un partito e movimento di base di sinistra socialista e anticapitalista, e dal Movimento per la Repubblica Australiana (Australian Republic Movement, ARM), un'associazione apartitica dedita alla causa e supportata anche da personaggi famosi, come Malcolm Turnbull. Anche la governatrice generale Quentin Bryce, nel 2013, ha espresso il proprio supporto per una repubblica australiana.
Nel 1999 si tenne un referendum, attraverso il quale gli australiani furono chiamati a scegliere se istituire una repubblica con un capo di Stato nominato dal parlamento. La proposta fu rifiutata con il 54,4% dei voti, anche se i sondaggi in merito effettuati nel Paese dal 1999 ad oggi hanno generalmente mostrato una posizione favorevole alla repubblica. I dati più recenti (gennaio 2024), in un sondaggio condotto dall'agenzia Essential, mostrano delle percentuali così ripartite: 42% repubblica, 35% monarchia, 23% indecisi. A maggio 2023, il risultato era stato invece di 54% per la repubblica e 46% per la monarchia. A novembre 2023, l'agenzia Pollfish ha condotto un sondaggio, chiedendo ai cittadini di esprimere la loro preferenza fra una repubblica e una eventuale monarchia, ma con un sovrano autoctono (vedi sotto); la risposta è stata in favore della repubblica 65% a 35%.
Nel 2022, la carica di primo ministro è stata assunta dal laburista Anthony Albanese. Il 1º giugno 2022, viene istituita la carica di sottosegretario della repubblica, con l'obiettivo di promuovere la politica del governo Albanese di instaurazione di una repubblica. È la prima posizione di questo tipo ricoperta da un ministro del Commonwealth; ad essere insignito dell'incarico è l'assistente ministro Matt Thistlethwaite.

## Monarchismo australiano
Esiste anche un movimento opposto al repubblicanesimo, detto monarchismo australiano. All'interno di tale movimento, coesistono due correnti: la prima e più diffusa, detta "status quo monarchism", sostiene la permanenza del sovrano del Regno Unito come capo di Stato dell'Australia. La seconda , detta "alternative monarchism", ritiene che il monarca dovrebbe essere australiano.  Alcuni, come il giornalista Waleed Aly, hanno anche suggerito di affidare l'incarico a vita a un "Primo Anziano" (First Elder) indigeno.